# 안창관
안창관(한자: 安昌寬, 영어: Ahn Chang-gwan, 1924년 1월 8일~1971년 3월 30일)은 대한민국의 해군, 해병대 군인이다. 독립운동가 안용운 선생의 아들이자 해병대 창설 요원으로 6·25 전쟁시 참여한 군인이다.
평남 평원 출생으로, 1948년 9월 해군 소위로 임관한 후 다음 해 해병대로 전입하였다. 6·25전쟁 당시 낙동강 전선의 진동리 전투에서 북한군 격퇴에 활약하였고 통영상륙작전에서 승리의 결정적 계기를 마련해 국군 최초 부대원 일계급 특진을 이루었다. 원문 고개 전투에서도 북한군의 부산 진출을 저지하는 등 낙동강 방어선 사수에 중요한 역할을 하였다.
그 후 인천 상륙 작전과 서울 탈환 작전, 도솔산 전투 등에서도 수훈을 세워 대한민국 해병대가 명성을 떨치는데 크게 기여하여 그 공을 인정받아 을지무공훈장을 수여하였고 국가보훈처에서 호국인물로 선정되었다. 안창관은 1966년 해병대 대령으로 전역한 후 1971년 타계하였다.

## 생애

### 생애 초
안창관은 안용운의 2남 5녀 중 막내로 태어났다. 초기 생애는 알려진 것이 없다. 어린 시절 부친을 따라 만주로 들어가 1942년 12월 하얼빈 공립사범학교를 졸업한 후 공립 금강소학교에서 수년간 교사 생활을 하였으며 조국이 광복되자 귀향한 후 가족과 함께 월남하였다.
1943년 1월부터 1944년 5월까지 공립 금강소학교 교사로 활동했다.
월남 후 1946년 2월 창군기의 해병경비대에 입대했다. 1948년 9월 해군사관학교 특별교육대 2기생으로 임관한 후 506함정의 부함장(해군 소위)으로 근무하던 중 1949년 2월 해병대로 전입하여 창설요원으로 활동하였다.

### 해병대 창군 초기

#### 공비토벌작전(공비소탕작전)
1948년 9월 해사후보생 특별교육대 2기생으로 임관하여 6·25 전쟁 전 진주와 제주도 공비토벌작전에 참가하여 많은 공을 세웠다. 1949년 2월 21일 해군 소위로, 해군에서 해병대 창군 파견요원 30명을 뽑을 때 김낙천(金洛泉) 등과 함께 선발, 그가 해병대 창군 준비 선발대장에 임명되어 진해 덕산(德山)비행장에 파견, 인근에서 해병대 창설 준비 업무를 맡아보았다.

#### 제주 4.3 사건 진압에 참여
1949년 12월 28일 독립제1대대로부터 제주4·3사건의 토벌작전 임무를 인수한 해병대(사령관 신현준)가 제주도에서 토벌작전을 수행하는데 참여했다. 이때 그는 중위로써 해병대 제1대대 제7중대장으로 남제주군 지역을 담당했다.

### 전투

#### 진동리 전투
1950년 6·25 전쟁이 발발하여 낙동강 전선이 위태로울 때, 김성은 부대의 7중대장으로서 부산 점령을 위해 마산 방면으로 침공해오는 적 정찰대대를 진동리에서 기습 공격으로 격멸하였다. 8월 3일 창원군 어항면 고사리 일대의 고지에서 전차를 앞세우고 침략한 북한군 6사단 정찰대대를 기습 공격하여 거의 전멸시켰으며, 이어 고성 방면으로 나타난 적을 포위 공격하여 격퇴하였다.
이는 6.25 전쟁이 발발한 이후 국군이 거둔 최초의 대승리였다. 또한 마지막 보루인 낙동강 방어선을 둘러싸고 벌어진 첫 전투에서 북한군의 침략 기세를 꺾어 놓았다는 점에서 큰 의의가 있다. 8월 5일 국군 사상 최초로 전 부대원이 일계급 특진했다. 이후 킨 특수임무부대의 반격작전에 참가하여 마산으로 통하는 진동리를 완전히 확보하여 마산-부산 간 북한군의 공격 위협을 제거하였다.

#### 통영상륙작전
해병대 대위이자 제7중대장으로 그는 해병대와 한국 해군이 최초로 단독 수행한 통영상륙작전에서 통영 시가지를 감제하는 망일봉을 적보다 먼저 점령함으로써 승리의 결정적 계기를 마련하였으며, 이어 원문고개전투에서도 북한군의 부산 진출을 저지하는 등 낙동강 방어선 사수에 중요한 역할을 하였다. 다른 대원과 함께 약 500여명의 적을 사살하여 해병대의 용명을 떨침으로써 '귀신잡는 해병대'라는 애칭을 얻었다고 알려져 있다.

#### 도솔산 탈환작전
안창관은 인간으로서 도저히 불가능하다고 생각되던 도솔산 탈환작전에 참가하여 한국 해병대의 용명을 떨치는데 기여했다.
또한 인천상륙작전과 서울탈환작전, 도솔산 전투 등에서도 수훈을 세워 대한민국 해병대가 명성을 떨치는데 크게 기여하였으며, 그밖에도 대우산 전투와 김일성고지 전투 등 전쟁기간 내내 전투 현장을 떠나지 않았다. 이후 UN군 한국재건단 경비대 부대장, 해병교육단장, 해병대 제1연대장을 역임했다. 1952년 12월 을지무공훈장을 받았다. 만년에는 서울특별시 용산구 상왕십리동 772번지에서 거주했다. 수많은 격전지를 누비며 청춘을 전장에서 보낸 그는 1966년 해병대령으로 전역했으며 1971년 타계했다. 유족으로는 부인 최인화 여사와 2남 2녀가 있으며, 친인척 모두가 해병 출신인 전형적인 해병가족이다.
현재 안창관의 영혼은 국립서울현충원 제 7 묘역 5판 1호에 잠들어 있다.

## 전쟁 이후
그는 휴전 후 제2상륙전단장, 진해기지 참모장, 해병대사령부 군수국장, 1956년 해병교육단장, 해병대 제1사단 제1연대장 등을 역임하면서 해병대 발전에 크게 기여하였다.
1959년 2월 9일 6.25 전쟁에서의 각지의 전투의 공로로 미국 대통령으로부터 8명의 한국 해병대 장교와 함께 동성훈장을 수여받았다. 해군본부 수석고문관으로 와 있던 재크 B. 윌리엄에 의해 수여받았다.

### 상훈
을지무공훈장
금성을지훈장(1952년 12월)
금성충무훈장
미 동성훈장(1956년 2월)

### 호국 인물
2003년 3월, 2013년 3월, 국가보훈처에서 지정하는 이달의 호국 인물로 지정되었다.

## 논란과 의혹

### 다이아 절취 의혹
1955년 6월 5일 유엔군 한국재건단 소속 경비대 부대장 재직 중, 경비원 김명혁(金明赫, 당시 36세), 운전수 이재호(李載浩, 당시 37세) 등과 타이어 42개, 자동차 부속품 2백만환에 달하는 물품을 절취한 혐의로 용산경찰서에 구속, 문초받았다.

### 급식 관련 행정처리 잘못
1959년 4월 17일 군용 식유를 부정 처분한 혐의, 부식비 대신 경유를 급여하여 급식향상의 저하를 가져오게 한 행정조치등의 이유로 해병대 제1사단 제1연대장에서 해임되었다.
해병대사령부는 해병대 제1사단의 식유(食油) 부정매각처분 사건을 규명하기 위해 조사반을 구성, 파견하였다.

## 같이 보기
- 이달의 호국 인물
- 인천상륙작전
- 대한민국 해병대
- 6·25 전쟁
- 대한민국 국가보훈처
- 4.3 사건
- 통영 전투
- 을지무공훈장
- 해군사관학교 (대한민국)
- 김성은 (군인)
- 귀신잡는 해병

## 참고 문헌
- 국방안보교육진흥원, 《잊혀진 영웅들》 (백암, 2014)